# Msied (kommun)
Msied (franska: Msied (CR), Msied (Commune Rurale), arabiska: الوطية (البلدية)) är en kommun i Marocko.   Den ligger i provinsen Tan-Tan och regionen Guelmim-Oued Noun, i den sydvästra delen av landet, 800 km sydväst om huvudstaden Rabat. Antalet invånare är 994.